# Kirrama naumanni
Kirrama naumanni – gatunek widelnicy z rodziny Gripopterygidae.
Gatunek ten opisany został w 1993 roku przez Günthera Theischingera na podstawie dwóch samców odłowionych do światła w 1989 roku w paśmie Mcllwraith Range na przylądku Jork. Odłowu dokonał I.D. Naumann, którego honoruje epitet gatunkowy.
Długości ciała samców wynosi 5,7 i 6,1 mm, ich przednich skrzydeł: 5,8 i 6 mm, a przysadek odwłokowych 4,2 i 4,5 mm. Głowa tych widelnic jest brązowa z ciemnobrązowymi czułkami i głaszczkami oraz czarnobrązowymi łatkami, przylegającymi do przyoczek. Barwa tułowia żółtawo- do szarawobrązowej. Skrzydła przezroczyste, jasnobrązowo przydymione i brązowo użyłkowane. Odnóża żółtawo- do jasnoszarawobrązowych z ciemniejszymi stopami oraz wierzchołkami ud i goleni. Zesklerotyzowane części tergitów odwłoka ciemne; tergity do siódmego całe zesklerotyzowane, ósmy i dziewiąty zesklerotyzowane tylko z przodu i po bokach. W narządach rozrodczych tylny skleryt dziesiątego tergum jest silnie wywinięty do góry i rozszerzony, a smukły i długi wierzchołek, długie i ostre zęby oraz pojedynczy, smukły kolec brzuszny charakteryzują epiprokt.
Owad znany tylko z lokalizacji typowej w australijskiej Queensland.